# Mix (テレビ山口)
『mix』（ミックス）は、2020年10月5日からテレビ山口（tys）で放送されているローカルニュース・情報番組。

## 概要
tysでは1975年の『TYS夕やけニュースショー』開始以来、45年に亘ってローカルニュースワイドを18時台に編成してきた。また、2017年からは夕方ワイド番組である『ちぐスマ!』を開始した。
2020年10月の改編で『ちぐスマ!』とローカルニュースワイドの『tysニュースタイム』を統合させ、全国ニュースの『Nスタ』を内包した2時間10分のコンプレックス型夕方ワイド番組として大幅リニューアルされることとなった。山口県内では初の2時間ワイドであり、番組宣伝ではこの点を強調している。
MCには『ちぐスマ!』から原千晶と、『tysニュースタイム』から永岡克也が抜擢。また、ニュースキャスターとして木村智美が『tysスーパー編集局』以来4年ぶりに夕方のニュース担当に復帰する。
また、『ニュースタイム』の時も行っていた再編集版「深夜便」も後を引き継ぎ、毎週金曜日深夜（毎週土曜日未明）の『mix深夜便』として25分の再編集版を放送日の深夜に編成する、フィラー枠で放送するためTBS NEWSは短縮および休止となる。
2023年4月からは放送時間を早朝に移して5:00 - 5:20に放送、毎週火曜日 - 金曜日の未明に放送の『mix早朝便』として20分の再編集版を放送日の早朝に編成する。
年末年始は番組が休止となり、週末同様『Nスタ』にローカルニュースと天気予報を内包させる形をとる。また、有事の際や緊急報道を必要とする場合、局の都合で当番組を縮小させる場合等は、17時台は『Nスタ・第1部』を臨時ネットし、18時台のニュースパートのみを放送する。その場合「早朝便」は休止されることがあり、代替として『THE TIME'』が臨時ネットされる。

## 出演者

### 現在の出演者（2025年6月 - ）
☆ - 『ちぐスマ!』から続投　◇ - 『ニュースタイム』から続投
- MC - ◇永岡克也、奥野粋子
- ニュースキャスター - 木村智美
- 気象予報士 - ◇西村裕之
- フィールドリポーター - ☆クロル舞、☆山口ふく太郎・ふく子、関谷名加、横溝洋一郎[注釈 2]
- スポーツ - 森本深月

### 過去の出演者
- ☆原千晶（MC） - 2023年9月末でのtys退社に先立ち、同年8月31日放送回をもって降板。
- 香川純也（代理MC） - 局内の諸事情による緊急登板。2023年11月15日・16日放送回にそれぞれ出演。
- ☆木村那津美（フィールドリポーター） - 2025年3月末でのtys退社に伴い、同月28日放送回をもって降板。
- ◇小田浩史（スポーツ）- tys退社に先立ち、2025年5月30日放送回をもって降板[2]。

## テーマソング
- yokan magic／サブマリンオルカ号 （2023年10月9日 - ）[3]

## 主なコーナー
- スポーツ
- 中継
- mixコール
- 天気予報 - 17時頃と18時30分頃にそれぞれ放送。
- リメンバーやまぐち
- mixデリバリー
- アレあれ!
- 毎日ぺろり。
- mixキッチン - 水曜日の17時台に放送。

## ゴールデンタイム特番
これまで『かっぱちTVサタスパ!』『ちぐまや本舗』『週末ちぐまや家族』と引き継いできた「ゴールデンタイム特番」を2022年度以降は当番組が担っている。
第1弾『mix SPはじっこニュース〜県内に隠れたニュースをお伝えします。はい〜。』
2022年9月14日 20:00 - 21:00に放送。2020年11月に「キニナルニュース」として始まった本州の端の県のさらに端でひっそりと注目を集める隠れたニュースを集めた総集編。当番組の放送に伴い、『世界くらべてみたら 拡大版』は休止となった。
第2弾『mixスペシャル 犬の散歩にお邪魔します。withやす子』
2022年9月28日 20:00 - 21:00に放送。2020年11月にmix内の1コーナーとして始まり、現在は看板コーナーとなっている「犬の散歩にお邪魔します。」のゴールデン版。前回に引き続き、山口県出身のお笑いタレントであるやす子をゲストに迎え、原千晶・永岡克也がMCを務めた。
第3弾『mixスペシャル 犬の散歩にお邪魔します。withやす子2』
2023年10月11日 20:00 - 21:00に放送。前年に放送された「犬の散歩にお邪魔します。」特番の第2弾。前回同様、ゲストにやす子を迎え、奥野粋子・永岡克也がMCを務めた。